# Аліменти
Алімéнти (лат. alimentum — харчі, продовольство) — обов'язок утримання у визначених законом випадках одним членом сім'ї інших, які потребують цього. Проводяться або за згодою, або в судовому порядку. При розлученнях кошти виплачуються на утримання дітей, а в деяких західних країнах відповідно до шлюбного договору на утримування одного колишнього партнера іншим. Найпоширенішим є утримання батьками неповнолітніх і непрацездатних повнолітніх дітей, які потребують матеріальної допомоги, а також утримання дітьми непрацездатних батьків. Діти можуть бути звільнені від сплати аліментів для утримання своїх батьків, якщо буде встановлено, що батьки ухилялися від виконання батьківських обов'язків.

## Україна
В Україні аліменти на дітей, у разі стягнення їх у судовому порядку, визначаються в розмірі однієї четвертої заробітку на одну дитину, однієї третини заробітку — на двох дітей, половини заробітку — на трьох та більше дітей, але в усіх випадках розмір аліментів не може бути меншим 30 % прожиткового мінімуму на кожну дитину.
Злісне ухилення від сплати встановлених рішенням суду коштів на утримання дітей (аліментів), а також злісне ухилення батьків від утримання неповнолітніх або непрацездатних дітей, що перебувають на їх утриманні в Україні є кримінально караним.
В кінці 2019-го боржників по аліментам в Україні було 173 931, а в кінці 2020-го — 185 247. 
Майже 200 тисяч боржників по аліментах зафіксовано в Україні на початок грудня 2023 року. За неповних два роки великої війни до Реєстру додалось близько 12 тисяч нових боржників. 91% боржників по аліментах — це чоловіки.
192 150 боржників по аліментах нараховується у ЄРБ станом на 15 грудня 2023 року. Загалом за неповних два роки повномасштабної війни Реєстр боржників поповнився на 11 847 осіб.
Пік нових боржників за виплатою аліментів припав на січень 2023 року — тоді до переліку додалося одразу 1 258 боржників за місяць.
Переважна більшість боржників по аліментах — 91% — це чоловіки. Частка жінок із заборгованістю по аліментах складає 8%.
Загалом, на 192 150 боржників припадає 203 548 виконавчих проваджень. Це означає, що 6% боржників мають декілька боргів, які накопичилися за різні роки або стосуються різних дітей.

### Перелік осіб, які мають право на аліменти, визначений положеннями Сімейного кодексу
У нього включені : — Вагітна дружина — аліменти сплачуються після народження дитини без додаткового рішення суду на основі 84 СК незалежно від матеріального становища чоловіка; — Дружина / чоловік, з якою / яким проживає дитина — до досягнення дитиною 3 років, а якщо дитина має вади фізичного або психологічного розвитку, то до досягнення нею 6 років, незалежно від матеріального становища другого з батьків; — Один з подружжя, в тому числі працездатний, проживає і піклується про дитину-інваліда, яка не може обходитися без постійного нагляду — за умови, що другий з подружжя може надавати матеріальну допомогу. Право на утримання надається на весь час проживання з дитиною — інвалідом і опіки над ним незалежно від матеріального становища того з батьків, з яким проживає така дитина. Розмір аліментів у цьому випадку встановлюється судом; — Жінка / чоловік, які не перебувають у шлюбі між собою, у разі проживання з нею / ним спільну дитину; — Повнолітні діти віком до 23 років, які продовжують навчання і потребують матеріальної допомоги — до закінчення навчання; — Діти та непрацездатні повнолітні діти мають право на аліменти від інших членів сім'ї та родичів у разі, якщо у них немає батьків.

### Виплата сум аліментів може здійснюватися такими способами
1. Через касу підприємства отримувачу аліментів при пред'явленні паспорта або іншій особі на підставі довіреності, підтвердженням чого буде служити видатковий касовий ордер.
2. Шляхом здійснення безготівкового грошового переказу на рахунок одержувача, а за рішенням суду — на особистий рахунок дитини, який відкритий у відділенні Ощадбанку (це пряма вимога п. 3 ст. 193 Сімейного кодексу). У цьому випадку підтверджувальним документом перерахування грошей одержувачу буде платіжне доручення і виписка банку.
3. Поштовим переказом коштом платника аліментів, підтвердженням чого буде поштова квитанція.

### Фінансова допомога батькам
Обов'язок повнолітніх дітей піклуватися про своїх непрацездатних батьків передбачений Конституцією України, а відповідний механізм встановлений Сімейним кодексом, який чітко вказує, що аліменти можливі виключно на підставі рішення суду.

## Порядок стягнення аліментів
Якщо боржник ніде не працює або працює неофіційно, приховуючи свій дохід. З метою встановити платоспроможність боржника, судовий пристав-виконавець надсилає запити в різні органи, що, банківські та кредитні організації. При виявленні майна, на нього звертається стягнення у рахунок погашення заборгованості.